# Růže pro Algernon
Růže pro Algernon (Flowers for Algernon) je nejslavnější sci-fi povídka a román amerického spisovatele Daniela Keyse. Povídka vyšla roku 1959 a roku 1960 získala cenu Hugo.
Roku 1966 ji Keyes rozšířil do podoby románu a ten získal roku 1967 cenu Nebula.

## Obsah

### Povídka
Příběh je vyprávěn prostřednictvím řady zápisků napsaných hlavním hrdinou povídky Charliem Gordonem, mentálně retardovaným sedmatřicetiletým mužem s IQ 68 (což odpovídá vývojové úrovni osmi- až dvanáctiletého dítěte), který vykonává podřadnou práci v továrně na plastové krabice. Protože se chce začlenit mezi normální lidi, dochází do vzdělávacího střediska pro retardované dospělé, kde jej vyučuje atraktivní mladá žena, slečna Alice Kinnianová, kterou Charlie obdivuje. Jeho usilovná snaha o sebezdokonalení však nepřináší viditelné výsledky. Na přímluvu Alice Kinnianové se podrobuje různým testům, ani ty však nesignalizují sebemenší pokrok. Obzvláště ho rozčiluje, když nad ním pokaždé vyhraje laboratorní myš Algernon v závodě o to, kdo dřív najde cestu bludištěm. Nakonec je vybrán pro experiment, který mu má pomocí operace mozku zvýšit inteligenci a který byl již úspěšně vyzkoušen na Algernon.
Operace je úspěšná a Charlieho IQ dosáhne postupně výše přes 200. Jeho obdiv k Alici se změní v lásku, ale když jeho inteligence vysoce převýší její, stanou se neschopní chápat sebe navzájem. Algernon začíná vykazovat znaky agresivity a ztrácí svou inteligenci. Nakonec zemře, Charlie ji odnese z laboratoře a pohřbí na zahradě. Charlie zjistí, že i jeho inteligence je jen dočasná. Podaří se mu odhalit chybu v experimentu a následně konstatuje, že chirurgické zvýšení inteligence nemá v současnosti žádný praktický význam. Charlie postupně ztrácí své schopnosti, čehož si je bolestně vědom. Nemůže vystát lítost svého okolí a chce odejít pryč z New Yorku. Jeho posledním přáním je, aby někdo položil květiny na hrob Algernon.

### Román
Základ děje románu je v podstatě stejný jako v povídce, jsou v něm však rozvedeny některé aspekty Charlieho života po operaci a vzpomínky z dětství.

Rozdíly spočívají především v tom, že Charlie pracuje v pekárně, jelikož Keyes začal práci v továrně na krabice, s níž měl z mládí osobní zkušenost, považovat za příliš nudnou. Časový rámec děje je roztažen z necelých pěti měsíců na téměř devět, Charlie je o 5 let mladší a maximální nárůst jeho IQ není na trojnásobek, ale na pouhých 185.

Jeho obrovská inteligence zhoršuje jeho vztahy s ostatními lidmi, kteří mu nerozumí, takže vlastně nemá žádné přátele. Vrací se mu vzpomínky na to, jak se jeho matka nechtěla smířit s tím, že je mentálně zaostalý a trestala jej za každou chybu. Když se jí narodila zdravá dcera Norma, nutila svého manžela, aby dal Charlieho do ústavu, protože se Normě ve škole kvůli postiženému bratrovi spolužáci posmívali. Otec však dal Charlieho k jeho strýci, který mu zajistil práci. Chce tedy napravit vztahy se svou rodinou. Matku najde postiženou senilitou, otec jej nepozná. Usmíří se ale se svou sestrou Normou, kvůli které byl v dětství často trestán. Zamiluje se sice do své bývalé učitelky Alice, ale není schopný pohlavního styku díky psychické blokaci, kterou mu způsobila jeho matka v dětství. Později naváže milostný vztah s milou, nevázanou a bezproblémovou malířkou Fay Lillmanovou, se kterou se nakonec dokáže milovat.
Jak začne jeho inteligence klesat, Fay se lekne změn v jeho osobnosti a rozejde se s ním. Nastěhuje se k němu Alice, aby mu pomáhala, a oba spolu prožijí krátký, ale citově plný vztah. Jak však jeho ztráta inteligence pokračuje, pošle Charlie Alici pryč, aby nebyla svědkem rozkladu jeho osobnosti. Nemůže snést lítost svého okolí a přes ztrátu svých schopností si uvědomuje, že byl kdysi génius. V důsledku toho se rozhodne odejít do státem sponzorované Warren Home School, kde nikdo neví o jeho operaci.

## Adaptace

### Film a televize
- The Two Worlds of Charlie Gordon (1961, Dva světy Charlieho Gordona), americký televizní film podle povídky Růže pro Algernon, v hlavní roli Cliff Robertson.
- Charly (1968), americký film, režie Ralph Nelson, v hlavní roli Cliff Robertson, který za tuto roli obdržel roku 1968 Oscara za nejlepší mužský herecký výkon v hlavní roli.[10] Scenárista Sterling Silliphant obdržel roku 1969 za tento film Zlatý glóbus za nejlepší scénář.[11]
- Flowers for Algernon (2000, Kytička pro Algernona), kanadsko-americký televizní film, režie Jeff Bleckner, v hlavní roli Matthew Modine.
- Des fleurs pour Algernon (2006), švýcarsko-francouzský televizní film, režie David Delrieux, v hlavní roli Julien Boisselier.
- Algernon ni Hanataba wo (2015), japonský televizní seriál, v hlavní roli Tomohisa Jamašita.

### Divadlo
- Flowers for Algernon (1969), divadelní hra (USA), dramatizace David Rogers.
- Charlie and Algernon (1978), muzikál (USA), libreto David Rogers, hudba Charles Strouse.
- Flowers for Algernon, britská rozhlasová hra, BBC Radio 4, v hlavní roli Tom Courtenay.
- Marie Říhová: Kdo je Karel Gordon, česká rozhlasová hra, Československý rozhlas 1988, režie Alena Adamcová,v hlavní roli Ladislav Mrkvička.[12]
- Růže pro Algernon, česká divadelní adaptace, Divadlo Kašpar, dramatizace Petr Hruška, režie Jakub Špalek, v hlavní roli Jan Potměšil.[13]
- Růže pro Algernon, divadelní adaptace, Divadlo Tramtarie Olomouc, dramatizace Vladislav Kracík, v hlavní roli Václav Stojan.

## Česká vydání
- Růže pro Algernon, povídka:
  - antologie Vlak do pekla, Albatros, Praha 1976, přeložil Oldřich Černý, znovu 1983 a 1992.
  - antologie Hugo Story I: 1955–1961, Winston Smith, Praha 1993, přeložil Oldřich Černý.
  - antologie Síň slávy: Nejlepší SF povídky všech dob 1947–1964, Baronet, Praha 2003, pod názvem Kytky pro Algernona, přeložil Radvan Markus.
- Růže pro Algernon, román, Knižní klub, Praha 2000, přeložil Richard Podaný, znovu Lucka Bohemia, Velké Přílepy 2011 a Argo, Praha 2016.